# You Can Never Be Ready
You Can Never Be Ready is een nummer van de Finse rockband Sunrise Avenue uit 2014. Het verscheen als nieuw nummer op hun verzamelalbum Fairytales: The Best of 2006-2014.
"You Can Never Be Ready" is een optimistisch liefdeslied met als boodschap dat verliefdheid je elk moment kan overkomen. Het nummer bereikte de 5e positie in Finland, het thuisland van de band. Ook in het Duitse taalgebied, waar Sunrise Avenue veel populariteit geniet, werd het een hit. In Nederland, waar de band relatief onbekend is, deed de plaat niets in de hitlijsten.

## Tracklijst
- Muziekdownload

1. "You Can Never Be Ready" - 3:36